# The Flamingos
The Flamingos es una banda estadounidense de rhythm and blues de estilo doo wop. La banda se caracterizaba por sus voces y por la armonía como grupo. La banda se crea en 1952 y aunque sus integrantes se han reemplazado en varias ocasiones, sigue activa en la actualidad. El mayor éxito de la banda fue la canción I Only Have Eyes for You. En 2000 fueron incluidos en el Salón de la Fama de los Grupos Vocales.

## Integrantes
- Jake Carey  vocalista (bajo)
- Zeke Carey  guitarra
- Johnny Carter vocalista (tenor)
- Tommy Hunt vocalista
- Terry Johnson  guitarra
- Earl Lewis  vocalista (bajo)
- Solly McElroy  vocalista
- Nate Nelson (wł.(Nathaniel Nelson) (Chicago 10 de abril de 1932 - 1 de junio de 1994) - percusión, vocalista

En el año 2001 la banda The Flamingos recibe un sitio en el Rock and Roll Hall of Fame.

## Discografía
- 1959  The Flamingos
- 1959  Flamingo Serenade
- 1960  Flamingo Favorites
- 1960  Requestfully Yours
- 1972  Today